# Hildebrandtina
Hildebrandtina es un género de escarabajos  de la familia Chrysomelidae. En 1910 Weise describió el género. Contiene las siguientes especies:
- Hildebrandtina halticoides Bechyne, 1948
- Hildebrandtina obscura Bechyne, 1948
- Hildebrandtina similis Bechyne, 1948
- Hildebrandtina subregularis Bechyne, 1948
- Hildebrandtina tuberculata Bechyne, 1948
- Hildebrandtina variegata Weise, 1910